# 多萝西·M·T·克劳福德
多萝西·M·T·克劳福德（英語：Dorothy Muriel Turner Crawford，1911年3月23日—1988年9月2日）是一位澳大利亚女演员，后与其弟赫克托·克劳福德合作成立了澳大利亚重要的广播制作公司克劳福德制作公司。